# Korczyn (gmina)
Korczyn – dawna gmina wiejska istniejąca w latach 1934–1939 w woj. lwowskim w Polsce. Siedzibą gminy był Korczyn (obecnie wieś na Ukrainie; Корчин).
Gmina zbiorowa Korczyn została utworzona 1 sierpnia 1934 roku w powiecie sokalskim w woj. lwowskim z dotychczasowych jednostkowych gmin (wsi): Byszów, Hoholów, Jastrzębica, Korczyn, Poździmierz, Radwańce, Rożdżałów, Rzeszowice, Torki i Zboiska.
We wrześniu 1939 roku obszar gminy został zajęty przez wojska radzieckie a od 1941 roku znajdował się pod okupacją niemiecką (Generalne Gubernatorstwo, powiat kamionecki). Niemcy powiększyli gminę Korczyn o gromady Bendiuchy (z gminy Krystynopol) i Wołświn (z gminy Parchacz), a zmniejszyli o gromady Byszów (zintegrowaną z Rzeszowicami), Torki i Zboiska (do gminy Stojanów) oraz Radwańce (do gminy Witków Nowy); wyodrębniono też nową gromadę Andrejówka. Tak więc w 1943 roku gmina Korczyn składała się z 8 gromad: Andrejówka, Bendiuchy, Hohołów, Jastrzębica, Korczyn, Poździmierz, Rożdżałów i Wołświn.
W 1944 roku gmina weszła w skład ZSRR;  znajduje się obecnie w rejonie radziechowskim w obwodzie lwowskim na Ukrainie.